# Turany
Turany (ungarisch Nagyturány – bis 1907 Turán oder älter Turány) ist eine Stadt in der Nordslowakei mit 4085 Einwohnern (Stand 31. Dezember 2024).

## Geographie

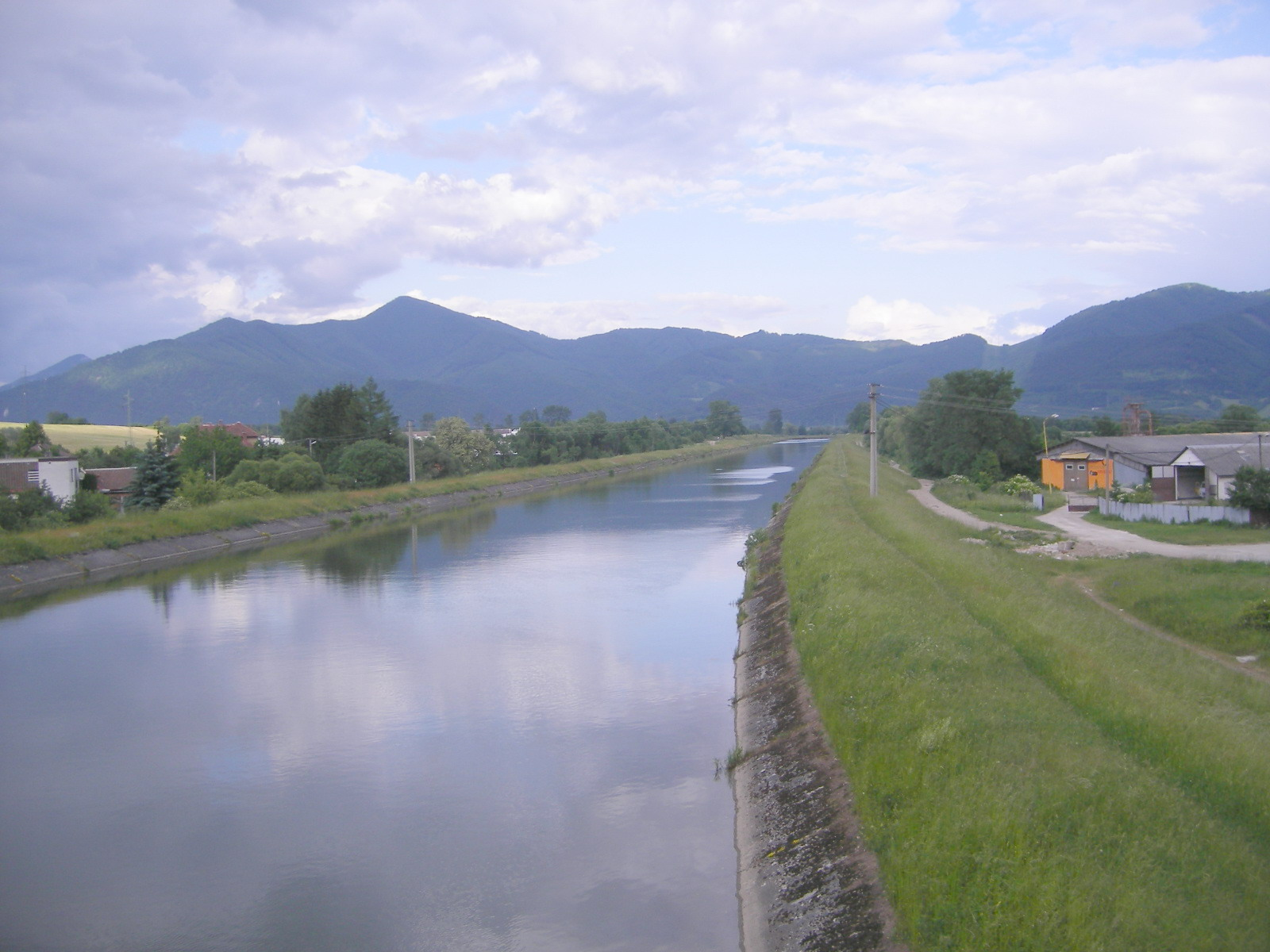
Der Krpeliansky kanál, mit der Großen Fatra im Hintergrund

Turany ist im Turzbecken (Turčianska kotlina) zwischen den Gebirgen Kleine Fatra und Große Fatra an der Waag und einem der Kanäle des Flusses (Krpeliansky kanál) eingebettet. Durch die Stadt fließt die Turianka, die durch Zusammenfluss von Studenec und einigen kleineren Bächen entsteht und bei den Auen namens Turianske nivy Im Norden reicht das Stadtgebiet bis zum Hauptkamm der Kleinen Fatra und hat einen Anteil am Berg Veľký Kriváň (1709 m n.m.). Das Stadtzentrum liegt auf einer Höhe von 406 m n.m. und ist 12 Kilometer von Martin sowie 35 Kilometer von Žilina entfernt.
Nachbargemeinden sind Belá und Terchová im Norden, Šútovo im Nordosten, Ratkovo und Krpeľany im Osten, Nolčovo im Südosten, Podhradie und Turčianska Štiavnička im Süden und Sučany im Westen.

## Geschichte

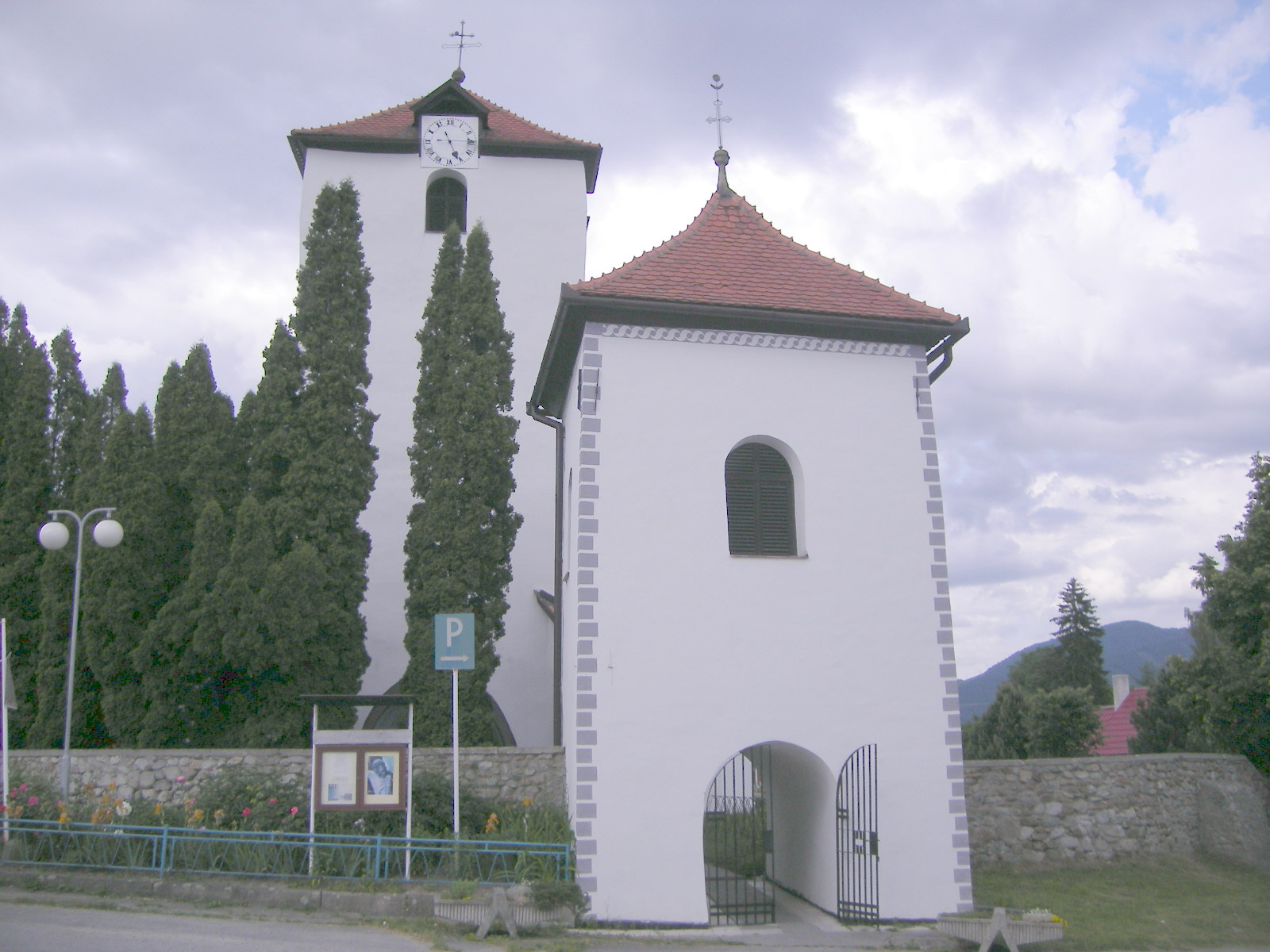
Katholische Kirche im Ort

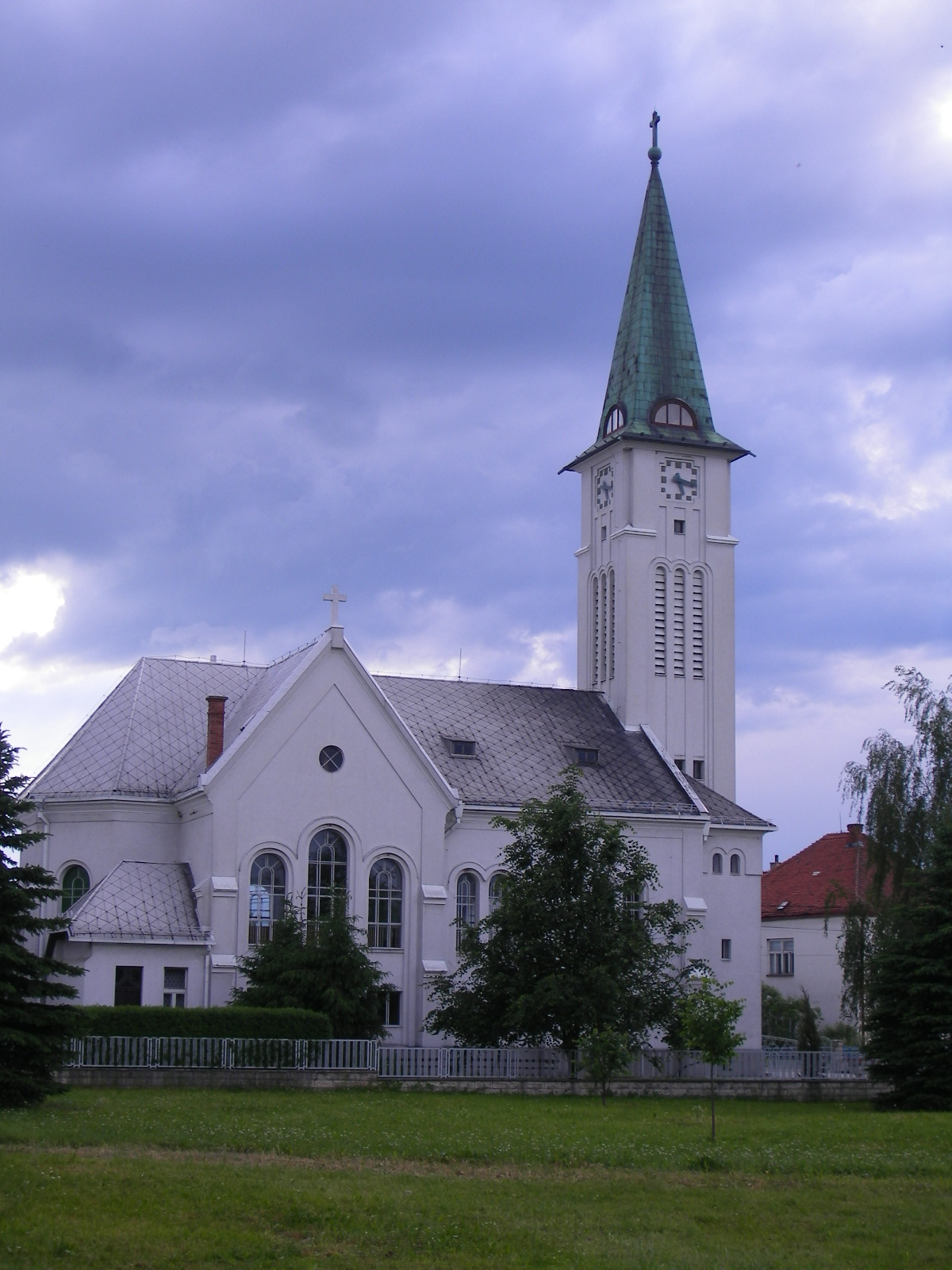
Evangelische Kirche im Ort

Auf dem heutigen Gemeindegebiet befand sich eine Siedlung der Puchauer Kultur in der späten Eisenzeit.
Der heutige Ort wurde zum ersten Mal 1319 schriftlich erwähnt, als das Gebiet noch Teil des großen Sohler Dominiums war. Im selben Jahr erhielt Gespan Doncs einige Ortsgüter von Turany. 1341, zwei Jahre nach der Gründung der Gespanschaft Turz, wird die Ortschaft als Turan erwähnt, als Standort einer „altertümlichen Kirche“. Am 13. Juni 1397 erhielt Turany durch einen Akt von Sigismund von Luxemburg Stadtrechte nach Karpfener Recht und das Recht auf eine eigene Mühle sowie freie Nutzung von Flüssen und Wäldern. Als Tribut musste die Stadt jährlich 100 fl. an den König leisten, dazu noch 20 fl. im Kriegsfall. 1469 und 1480 wurden die Stadtrechte nochmal bestätigt und erneuert. Trotz dem erworbenen Stadtrecht blieb Turany im Herrschaftsgebiet der Burg Sklabiňa.
1557 hatte die Stadt 48 Haushalte und etwa 240 Einwohner, somit war sie eine der größten Ortschaften der Turz. 1570 besaß das Geschlecht Révay 20 Porta, was damals fast einem Drittel des ganzen Ortes entsprach. 1610 gab es 70 Häuser, zur selben Zeit hatte die heutige Stadt Martin „nur“ 59 Haushalte. Einer Pestepidemie im Jahr 1679 fiel eine Hälfte der Bevölkerung zum Opfer. 1784 hatte die Ortschaft 254 Häuser und 1450 Einwohner. Im 18. Jahrhundert wurde die Stadt durch mehrere Hochwasser (1725, 1728, 1789 und 1795) und Brände (1715, 1719, 1724, 1796 und 1798) in Mitleidenschaft gezogen. Insbesondere der Brand von 1796 war verheerend, als fast die ganze Stadt inklusive der evangelischen Kirche und Schule durch die Flammen verwüstet wurde. Auch das Hochwasser von 1813 richtete große Schäden an. 1828 zählte man 161 Häuser und 1850 Einwohner, die als Flößer, Förster, Hirten und Holzverarbeiter beschäftigt waren. Nach der Fertigstellung der Kaschau-Oderberger Bahn im Jahr 1871 setzte sich eine gewisse Industrialisierung fort: es entstand eine Säge (Gründungsjahr 1889) und eine Ziegelei.
Bis 1918 gehörte der im Komitat Turz liegende Ort zum Königreich Ungarn, kam danach zur Tschechoslowakei beziehungsweise heute Slowakei. In der ersten tschechoslowakischen Republik arbeiteten die Einwohner unter anderem als Fliesenhersteller, Korbmacher, Landwirte, Weber und Arbeiter in der örtlichen Säge. Zwischen 1929 und 1932 wurde Turany elektrifiziert.
Am 1. Januar 2016 erhielt Turany zusammen mit der südslowakischen Gemeinde Gabčíkovo per Beschluss des Nationalrates der Slowakischen Republik (erneut) Stadtrecht.

### Stadtname
Die Etymologie des Stadtnamens ist nicht eindeutig geklärt: einerseits steht das slowakische Wort tur für das Hausrind, und dieses Tier ist auch auf dem Stadtwappen zu sehen. Andererseits vermutet man den Ursprung im keltischen Wort tur, mit der Bedeutung „Turm“.

## Bevölkerung
| Jahr                | 1994 | 2004    | 2014    | 2024    |
| ------------------- | ---- | ------- | ------- | ------- |
| Anzahl der Personen | 4630 | 4406    | 4332    | 4085    |
| Unterschied         |      | −4,83 % | −1,67 % | −5,70 % |

| Jahr                | 2023 | 2024    |
| ------------------- | ---- | ------- |
| Anzahl der Personen | 4107 | 4085    |
| Unterschied         |      | −0,53 % |

Nach der Volkszählung 2011 wohnten in Turany 4395 Einwohner, davon 4188 Slowaken, 16 Tschechen, vier Deutsche, zwei Magyaren sowie jeweils ein Bulgare, Mährer, Pole und Rom. Drei Einwohner gaben eine andere Ethnie an und 178 Einwohner machten keine Angabe zur Ethnie.
1902 Einwohner bekannten sich zur Evangelischen Kirche A. B., 1523 Einwohner zur römisch-katholischen Kirche, 13 Einwohner zur griechisch-katholischen Kirche, neun Einwohner zu den Siebenten-Tags-Adventisten, jeweils acht Einwohner zur evangelisch-methodistischen Kirche und zur Pfingstbewegung sowie fünf Einwohner zur orthodoxen Kirche; 20 Einwohner bekannten sich zu einer anderen Konfession. 545 Einwohner waren konfessionslos und bei 362 Einwohnern wurde die Konfession nicht ermittelt.

## Bauwerke und Denkmäler
- römisch-katholische Galluskirche im frühgotischen Stil aus dem Ende des 13. Jahrhunderts, nach einem Brand im Jahr 1636 wieder aufgebaut und um einen freistehenden Glockenturm ergänzt. Das Innere wurde im 18. Jahrhundert barockisiert und beherbergt den spätgotischen Katharinenaltar, der ursprünglich in der Kirche von Spišský Štvrtok stand.
- evangelische Kirche aus dem Jahr 1933, an der Stelle der älteren Toleranzkirche von 1786 erbaut

## Verkehr

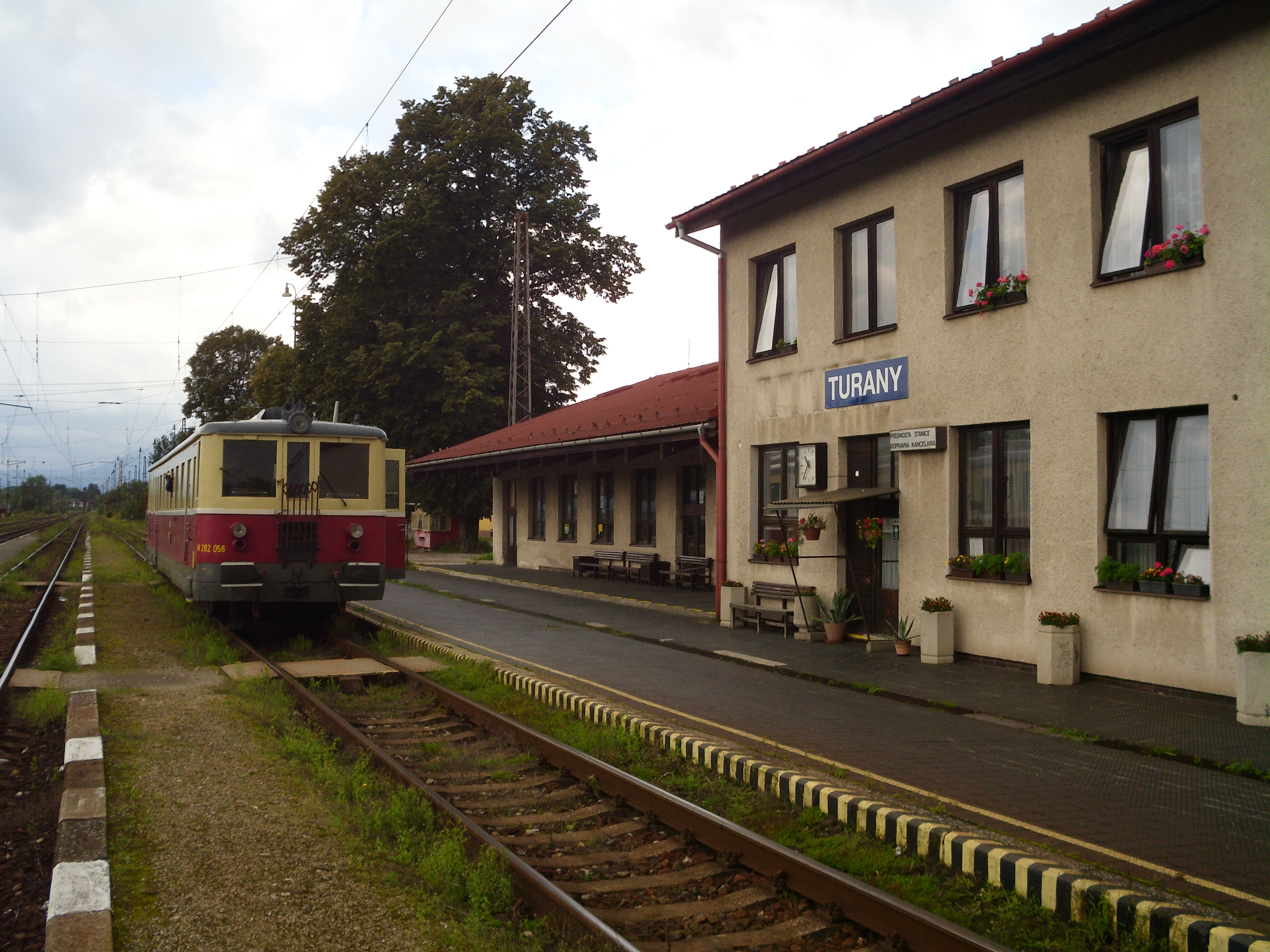
Bahnhof Turany

Am Nordrand von Turany verläuft die Straße 1. Ordnung 18 zwischen Žilina und Prešov. Das Ortsgebiet wird durch zwei Straßen 3. Ordnung bedient, eine parallel zur Hauptstraße und die andere vom Ortszentrum zum Bahnhof Turany an der Bahnstrecke Košice–Žilina. Der Bahnhof wird von mehreren Nahverkehrszugpaaren täglich bedient (Stand Fahrplan 2015/16).
Der am 10. Juli 2015 eröffnete Abschnitt Dubná Skala–Turany der Autobahn D1 verläuft südlich und östlich der Stadt und endet an der Anschlussstelle Turany nahe Ratkovo und Krpeľany.

## Söhne und Töchter der Stadt
- Miloš Alexander Bazovský (1899–1968), slowakischer Maler
- Mária Súkeníková (* 1975), Fußballschiedsrichterassistentin